# كيتشي هاسيغاوا (عسكري)
كيتشي هاسيغاوا (باليابانية: 長谷川喜一؛ بالكانا: はせがわ きいち) هو عسكري ياباني، ولد في 15 أبريل 1894 في سايتاما في اليابان، وتوفي في 29 مارس 1944.